# Строев, Владимир Михайлович
Влади́мир Миха́йлович Стро́ев (22 февраля 1811, Москва — 6 июля 1862, Петербург) — русский историк, писатель, журналист и переводчик. Брат Павла Михайловича и Сергея Михайловича Строевых (оба — историки и археографы).

## Биография
Родился в Москве. Получил образование в Московском университетском благородном пансионе, который окончил в 1829 году. Участник литературного общества С. Е. Раича и альманаха «Цефей» (1829), где были напечатаны повесть «Мечтатель», очерк «Кузнецкий мост» и подборка афоризмов «Мысли, выписки и замечания». Некоторое время учился в Московском университете, но вскоре оставил учёбу.
В начале 1830-х переехал в Петербург и поступил на службу во Второе отделение Собственной Е. И. В. канцелярии под начало М. М. Сперанского. Однако вскоре ему пришлось уйти с должности, поскольку выяснилось, что выпущенный им труд «Историко-юридическое исследование уложения, изданного царем Алексеем Михайловичем в 1649 г.» (СПб., 1833), получивший поощрительную Демидовскую премию, является на самом деле плагиатом служебного коллективного труда сотрудников его отделения.
В 1838—1842 годах был секретарём А. Н. Демидова. Вместе с ним совершил заграничную поездку, результатом которой стала книга путевых очерков «Париж в 1838 и 1839 годах» (в двух томах, 1841—1842), ставшая очень популярной и до сих пор не утратившая фактической ценности. По словам Белинского, книга «чрезвычайно любопытна по содержанию, богата фактами, хорошо написана, живо изложена, — и вообще так интересна, что трудно от неё оторваться».
В дальнейшем зарабатывал на жизнь литературным трудом, жил в бедности. Похоронен на Волковом кладбище.

## Сочинения
Литературным дебютом Строева стала речь «Смерть Данте» (1827) на итальянском языке.
Сотрудничал преимущественно в «Северной Пчеле», где в 30-х годах подписывался инициалами «В. В. В.». В этом издании он опубликовал ряд театральных рецензий и фельетонов юмористического характера.
Писал также светские повести: «Домик на Литейной» (1834), «Младенец-преступник» (1834), «Графиня-поэт» (1835), «Марья Васильевна» (1837), составившие сборник в двух частях «Сцены из петербургской жизни» (СПб., 1835—1837 гг.). Белинский отмечал, что Строев — «автор очень плохих повестей, жалкий перелагатель Бальзака на русско-мещанские нравы».
Приобрёл известность как выдающийся переводчик с французского и немецкого языков, в частности — произведений Эжена Сю и Александра Дюма. Из романов Сю в переводе Строева были напечатаны «Парижские тайны» (СПб., 1844), «Вечный жид» (СПб., 1844—1845, ч. 1—10), «Паула Монти» (СПб., 1846—1847, ч. 1—4), «Тереза Дюнайе», «Маркиз Леторьер» (СПб., 1847, ч. 1—2) и «Мальтийский командор» (СПб., 1847, ч. 1—4); из произведений Дюма — «Граф Монте-Кристо» (СПб., 1845—1846, ч. 1—12), «Похождения марсельского охотника» (СПб., 1847, ч. 1—2), «Корсиканское семейство» (СПб., 1847, ч. 1—2), «Женская война» и «Виконт де Бражелон» (СПб., 1848, ч. 1—6). В «Библиотеке путешествий» А. А. Плюшара за 1854 год появились следующие переводы Строева с немецкого: «Путешествие по Японии, или описание Японской империи» Ф. Зибольда (тт. II и III), «Рассказы о кораблекрушениях» (тт. VΙ и VII) и «Эпизоды путешествия Бурчеля во внутренности Африки» (т. VІІІ). Выполненный Строевым перевод «Парижских тайн» получил очень высокую оценку В. Г. Белинского («Перевод г. Строева больше, чем хорош: он принадлежит к числу таких переводов, которые у нас редко появляются»), а перевод романа «Граф Монте-Кристо» лёг в основу большинства русскоязычных изданий этого произведения.
Строеву также принадлежат несколько научно-популярных очерков по истории: «История Петра Великого, отца отечества, для детей» (СПб., 1845) и «Рассказы из русской истории для детей первого возраста» (1851). Для детей же написана нравоучительная «Памятная книжка для маленьких девушек» (1857; 2-е издание под названием «Беседа дяди с племянницей», 1859), не имевшая успеха.
Для заработка составлены компиляции:
- Живописный Карамзин, или Русская история в картинах. В трёх частях. СПб., 1836—1844 (современное переиздание: СПб, 2002) переиздание: СПб, 2002)
- Переводчик, или Сто одна повесть и сорок сороков анекдотов. В 4-х томах. СПб., 1843
- Тысяча анекдотов, острот, каламбуров, шуток, глупостей, забавных и интересных случаев. В 10 книгах. СПб, 1856